# Horsham
Horsham es una ciudad de mercado británica, capital del distrito homónimo en Sussex Occidental al Sudeste de Inglaterra. Dista aproximadamente 50 km de Londres y 30 de Brighton.

## Historia
La primera mención conocida de la ciudad fue en una relación de terrenos del rey Edred en el año 947. Se sabe que hubo en la zona comercio de caballos, por lo que se cree que el nombre de la ciudad deriva de Horse Ham. Durante la Edad Media la ciudad llegó a celebrar dos mercados semanales y formaba parte de las propiedades de la poderosa familia Braose. El castillo de Horsham fue construido por William de Braose a finales del siglo XI pero se abandonó en 1154.
Además del mercado, Horsham prosperó gracias a la industria del hierro al menos hasta el siglo XVII. Gracias a la construcción, a principios del siglo XX apareció una importante industria en torno a la fabricación de ladrillos. En 1906 se abrió la fábrica de cervezas King & Barnes, que estuvo en funcionamiento hasta 2000. Asimismo había una importante empresa de productos químicos y farmacéuticos que se cerró en 2015.

## Vecinos ilustres
- John Copnall (1928–2007), pintor y profesor de la Central School of Art and Design de Londres.[3]
- Walter Crane (1845–1915) artista e ilustrador fallecido en Horsham.
- Raymond Cusick (1928/29-2013), creador de los Daleks (Doctor Who).
- Catherine Howard (c. 1520–1542), esposa de Enrique VIII de Inglaterra.
- Hammond Innes (1913–1998), novelista.[4]
- Christopher Martin-Jenkins, periodista de críquet y presidente del Marylebone Cricket Club.[5]
- Thomas Medwin (1788–1869), poeta y biógrafo de Lord Byron.
- John Guille Millais (1865–1931), pintor, naturalista, jardinero y escritor de viajes inglés, quien se especializó en los retratos de la vida salvaje y las flores.
- Junior Campbell, productor discográfico. Guitarrista, cantante y compositor de The Marmalade, también conocido por coescribir la música original para la serie de televisión Thomas the Tank Engine and Friends.
- Robin Goodridge, batería de la banda de Rock Bush.
- The Feeling, Banda de música pop.

## Ciudades hermanadas
- Lerici, Liguria, Italia[6]
- Horsham (Victoria), Australia[6]
- Lage (Renania del Norte-Westfalia), Alemania